# Săpunari (okręg Călărași)
Săpunari – wieś w Rumunii, w okręgu Călărași, w gminie Lehliu. W 2011 roku liczyła 873 mieszkańców.